# Ctenomys fulvus
Ctenomys fulvus је врста глодара (Rodentia) из породице туко-тукоа (Ctenomyidae).

## Распрострањење
Врста је присутна у Аргентини и Чилеу.

## Станиште
Станишта врсте су планине и пустиње.

## Угроженост
Ова врста је наведена као последња брига, јер има широко распрострањење и честа је врста.